# Брансуик (округ, Виргиния)
Округ Брансуик (англ. Brunswick County) располагается в США, штате Виргиния. По состоянию на 2010 год, численность населения составляла 17 434 человек. Был образован в 1720 году, получил своё наименование в честь исторической местности и герцогства Брауншвейг-Люнебург.

## География
По данным Бюро переписи США, общая площадь округа равняется 1474 км², из которых 1466 км² суша и 8 км² или 0,6 % это водоемы.

## Демография
По данным переписи населения 2000 года в приходе проживает 18 419 жителей в составе 6 277 домашних хозяйств и 4 312 семей. Плотность населения составляет 13 человек на км². На территории округа насчитывается 7 541 жилых строения, при плотности застройки 5 строений на км². Расовый состав населения: белые — 41,99 %, афроамериканцы — 86,85 %, коренные американцы (индейцы) — 0,09 %, азиаты — 0,22 %, гавайцы — 0,01 %, представители других рас — 0,34 %, представители двух или более рас — 0,51 %. Испаноязычные составляли 1,25 % населения независимо от расы.
В составе 27,40 % из общего числа домашних хозяйств проживают дети в возрасте до 18 лет, 46,90 % домашних хозяйств представляют собой супружеские пары проживающие вместе, 16,60 % домашних хозяйств представляют собой одиноких женщин без супруга, 31,30 % домашних хозяйств не имеют отношения к семьям, 27,60 % домашних хозяйств состоят из одного человека, 13,30 % домашних хозяйств состоят из престарелых (65 лет и старше), проживающих в одиночестве. Средний размер домашнего хозяйства составляет 2,47 человека, и средний размер семьи 3,00 человека.
Возрастной состав округа: 20,50 % моложе 18 лет, 9,90 % от 18 до 24, 30,70 % от 25 до 44, 24,40 % от 45 до 64 и 14,50 % от 65 и старше. Средний возраст жителя округа 38 лет. На каждые 100 женщин приходится 113,10 мужчин. На каждые 100 женщин старше 18 лет приходится 115,40 мужчин.
Средний доход на домохозяйство в округе составлял 31 288 USD, на семью — 38 354 USD. Среднестатистический заработок мужчины был 26 924 USD против 20 550 USD для женщины. Доход на душу населения был 14 890 USD. Около 13,20 % семей и 16,10 % общего населения находились ниже черты бедности, в том числе — 20,10 % молодежи (тех кому ещё не исполнилось 18 лет) и 19,50 % тех кому было уже больше 65 лет.